# 天主教安帕羅教區
天主教安帕羅教區（拉丁語：Dioecesis Amparensis）是巴西一個羅馬天主教教區，屬坎皮納斯總教區。
教區成立於1997年12月23日，包括聖保羅州東部十一市。2012年有教友309,000人（佔轄區總人口82.2%）、廿九個堂區、四十四名司鐸。現任教區主教為伯多祿·嘉祿·奇波里尼。